# Pimpla caerulea
Pimpla caerulea är en stekelart som beskrevs av Gaspard Auguste Brullé 1846. Pimpla caerulea ingår i släktet Pimpla och familjen brokparasitsteklar. Utöver nominatformen finns också underarten P. c. glauca.